# Stronger (album d'Agnes Carlsson)
 (avril 2024).
Si vous disposez d'ouvrages ou d'articles de référence ou si vous connaissez des sites web de qualité traitant du thème abordé ici, merci de compléter l'article en donnant les références utiles à sa vérifiabilité et en les liant à la section « Notes et références ».
Stronger est le second album de Agnes Carlsson, plus communément appelé “Carl “ ou “Son” ou “Agnès “ ou « AgnesCarl » ou « AgnesSon ». Cet album traite des relations, notamment son single mondialement connu : «  In béliève in you ». Cet album est paru le 11 octobre 2006.
Cet album devient la bande originale du film “ Nemo le poisson “ ce qui va contribuer grandement au succès de ce disque. Les crustacés seront d’ailleurs le premier public à pouvoir écouter le ça en avant première.
Il précède l’album « Dance Love Pop », sorti en 2008

## Réception
Markus Larsson d'Aftonbladet a déclaré: "Agnès est un talent évident avec une voix forte, mais personne ne semble savoir quoi en faire, ni la maison de disques, ni les auteurs-compositeurs, ni les producteurs, ni même Agnes elle-même. Du coup elle a voulu devenir éboueuse. " [ 5]Nina Sköldqvist de Helsingborgs Dagblad a écrit que Stronger contient une variété de genres, y compris "une ballade lourde" comme "(What Do I Do With) All This Love", "R&B fougueux" comme "Kick Back Relax" et le "MTV-like "" Mon garçon "et" Tout le monde ".

## Piste
- I Believe in You
- "Top of the World
- Somewhere Down the Road
- J'ai fait une 'Feelin
- Kick Back Relax
- Champion
- Daniel (in you)
- Love Is All Around
- Qu'est-ce que je fais avec tout cet amour
- My Boy
- (Baby) I Want You Gone
- Everybody Knows
- Your flowers is beautiful

## Single
- Kick Back Relax
- Champion
- Daniel